# Niall Duthie
Niall Duthie (Aberdeen, 15 maggio 1947) è uno scrittore britannico.

## Biografia
Niall Duthie è nato ad Aberdeen, in Scozia, e ha trascorso gran parte dell'infanzia nel Ghana, in Inghilterra e in Malesia. Dopo aver cambiato molte scuole, ha terminato i suoi studi presso l'Università dell'Essex. Trasferitosi in Spagna, lì vi ha abitato per circa trent'anni, residente per lunghi periodi a Cadice.
Sposato con tre figli, vive con la famiglia a Edimburgo.

## Opere
È autore di tre romanzi: The Duchess's Dragonfly (1993, Phoenix House, Orion), Natterjack, (1996, Faber & Faber) e Lobster Moth (1999, Fourth Estate).